# Up in the Air (singolo)
Up in the Air è un singolo del gruppo musicale statunitense Thirty Seconds to Mars, pubblicato il 19 marzo 2013 come primo estratto dal quarto album in studio Love, Lust, Faith and Dreams.

## Pubblicazione
Attraverso una collaborazione dei Thirty Seconds to Mars con la NASA e SpaceX, la prima copia del brano è stata lanciata il 1º marzo 2013 per una missione verso lo spazio a bordo del razzo Falcon 9, dotato di una capsula orbitale da trasporto Dragon, ed è giunta alla Stazione spaziale internazionale, dove è stata ricevuta dall'astronauta Thomas Marshburn. Il razzo, partito da Cape Canaveral, Florida, assieme alla prima copia di Up in the Air ha portato con sé attrezzature e strumenti vari utili all'equipaggio della Expedition 34.
L'anteprima mondiale del singolo è stata trasmessa su NASA TV il 18 marzo, seguita da una chat in diretta con l'astronauta Thomas Marshburn. Up in the Air è stato successivamente pubblicato il 19 marzo come primo singolo estratto dal quarto album in studio dei Thirty Seconds to Mars.

## Video musicale
Il video, reso disponibile il 19 aprile, è stato diretto da Jared Leto sotto lo pseudonimo di Bartholomew Cubbins. Le riprese si svolsero a Los Angeles tra il 7 e il 9 febbraio. Numerosi artisti vi hanno partecipato, tra i quali la modella Dita von Teese e le ginnaste McKayla Maroney e Jordyn Wieber.

## Tracce
CD promozionale (Paesi Bassi)
1. Up in the Air (Radio Edit) – 3:57

CD promozionale (Europa, Stati Uniti)
1. Up in the Air (Radio Version) – 4:37

Download digitale
1. Up in the Air – 4:37

## Formazione
Crediti adattati dal libretto dell'album.
- Eseguito da Jared Leto, Shannon Leto e Tomo Miličević
- Patrick Nissley – programmazione aggiuntiva
- Edizione musicale: Apocraphex Music (ASCAP) / Universal Music – Z Tunes, LLC (ASCAP)
- Produzione: Steve Lillywhite e Jared Leto
- Ingegneria acustica: Jamie Reed Schefman
- Missaggio: Șerban Ghenea
- Ingegneria acustica: John Hanes ai Mixstar Studios di Virginia Beach, Virginia
- Mastering: Howie Weinberg e Dan Gerbarg al Howie Weinberg Mastering di Los Angeles, California
- Registrato al The Center for the Advancement of the Arts and Sciences of Sound di Los Angeles, California

## Classifiche
| Classifica (2013)                | Posizione massima |
| -------------------------------- | ----------------- |
| Australia                        | 68                |
| Austria                          | 45                |
| Belgio (Fiandre)                 | 92                |
| Belgio (Vallonia)                | 87                |
| Finlandia                        | 21                |
| Francia                          | 76                |
| Germania                         | 47                |
| Indonesia                        | 1                 |
| Irlanda                          | 83                |
| Italia                           | 42                |
| Libano                           | 7                 |
| Paesi Bassi                      | 81                |
| Regno Unito                      | 45                |
| Repubblica Ceca                  | 54                |
| Spagna                           | 42                |
| Stati Uniti                      | 107               |
| Stati Uniti (alternative)        | 4                 |
| Stati Uniti (rock & alternative) | 16                |